# Face lifting (chirurgia)

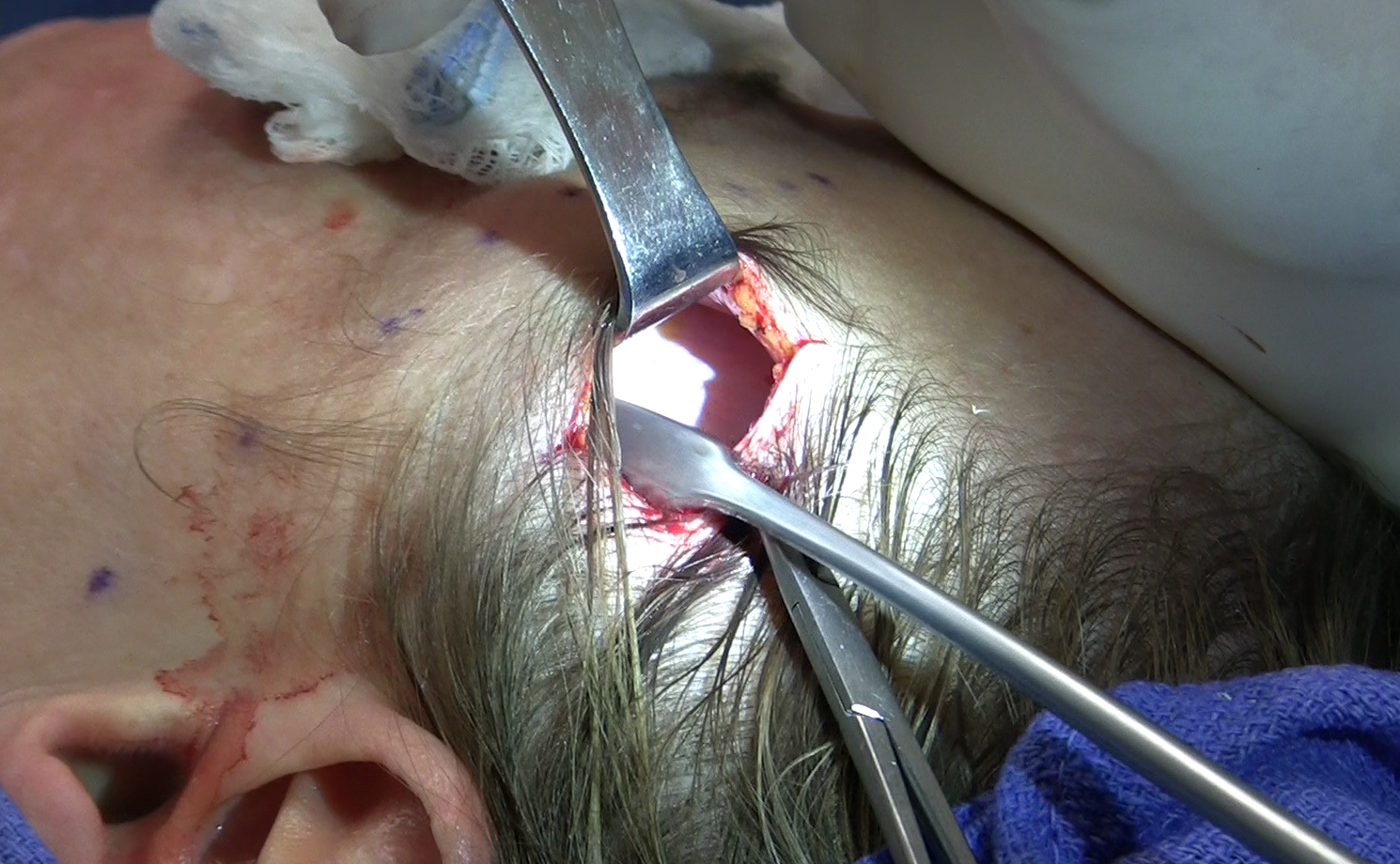
Nacięcie za linią włosów, lift midface

Face lifting, lifting twarzy lub rhytidektomia (ang. rhytidectomy) – zabieg chirurgiczny polegający na naciągnięciu skóry poprzez usunięcie jej nadmiaru. Skóra wraz z wiekiem staje się coraz bardziej zwiotczała wskutek naturalnych procesów starzenia się, zawiera coraz mniej kolagenu i elastyny poprzez jej naciągnięcie i podniesienie w kierunku górno-tylnym likwidowane są zmarszczki i typowe oznaki starzenia się. Zabieg ten może polegać na minimalnie inwazyjnej korekcie tzw. „Mini-lift Twarzy” lub bardziej złożonej procedurze obejmującej lifting twarzy oraz szyi. Zaawansowany lifting twarzy obejmuje napięcie skóry, przemieszczenie i naciągnięcie mięśni twarzy oraz szyi, a także powięzi mięśni (SMAS). Nadmiar tkanki tłuszczowej odsysany jest za pomocą zabiegu liposukcji.

## Kandydat do zabiegu
Kandydatem do zabiegu są osoby odczuwające dyskomfort psychiczny związany z widocznymi oznakami starzenia się na twarzy i szyi. Lifting twarzy przeprowadzany jest zazwyczaj po 50 roku życia, jednak nie jest to regułą i na zabieg zagłaszają się osoby o wiele młodsze. Na zabieg zgłaszają się przede wszystkim osoby posiadające obwisła skórę w okolicy szczęki, u których skóra twarzy jest zwiotczała lub posiadają obwisłe podgardle.

## Przeciwwskazania
Każdy zabieg chirurgiczny niesie ze sobą ryzyko wystąpienia powikłań. Dlatego przed zabiegiem przeprowadzana jest konsultacja lekarska w celu wykluczenia przeciwwskazań, które dodatkowo podnoszą ryzyko wystąpienia powikłań. Rhytidektomia nie jest wskazana u osób cierpiących na choroby zakrzepowo-zatorowe (przyjmują leki przeciwzakrzepowe). Osoby mające problemy z cukrzycą również należą do grupy zwiększonego ryzyka wystąpienia powikłań. Innymi przeciwwskazaniami są choroby układu oddechowego oraz stany zapalne skóry. Osoby niemające unormowanej wagi ciała powinny liczyć się z tym, że przybranie na wadze może negatywnie wpłynąć na efekty zabiegu. Palenie tytoniu negatywnie wpływa na proces gojenia się tkanek i zwiększa ryzyko wystąpienia powikłań.

## Bezpieczeństwo zabiegu
Decyzja o podciągnięciu powłok twarzy, wiąże się z powstaniem blizn, które powinny być schowane za uszami i włosami. Zbyt krótko ścięte włosy odsłaniają blizny pooperacyjne. Po rhytidektomii przez kilka tygodni mogą występować obrzęki i krwiaki utrzymujące się nawet do kilku tygodni. Do kilku miesięcy mogą występować odrętwienia i zaburzenia czucia operowanej okolicy. Podczas zabiegu może dojść do trwałego uszkodzenia nerwu twarzowego oraz martwicy skóry.
Dzięki liftingowi twarzy uzyskuje się młodszy wygląd, przy pomocy jednej procedury można odmłodzić wiele obszarów twarzy i poprawić jej kontury. W przypadku niepowodzenia zabiegu może być konieczność przeprowadzenia wtórnego zabiegu. Po zabiegu twarz nadal pozostaje pod wpływem naturalnych procesów starzenia się.

## Przygotowania do zabiegu
Zanim zabieg będzie możliwy konieczna jest konsultacja lekarska, podczas której lekarz zaznajomi się z historią chorób, zleci podstawowe badania w celu wyeliminowania występowania przeciwwskazań do zabiegu. Chirurg zleci dodatkowe badania mające na celu ocenę kondycji skóry twarzy, kształtów, symetrii. Na, co najmniej 6 tygodni przed planowanym zabiegiem powinno się odstawić palenie tytoniu, ponieważ nikotyna zaburza procesy gojenia. Podobnie wygląda kwestia z przyjmowaniem leków mogących mieć wpływ na rozrzedzenie krwi, takich jak aspiryna czy jej pochodne. Odstawiamy je na 6 tygodni przed planowanym zabiegiem. Jako działanie profilaktyczne, jeszcze przed zabiegiem może być zlecone przyjmowanie antybiotyków mających na celu zapobiegnięcie infekcji. Przez zabiegiem skóra twarzy powinna zostać oczyszczona, umyte włosy skóry głowy. Na zabieg przybywa się na czczo, po zabiegu powinno się mieć zapewnioną pomoc drugiej osoby przez pierwsze kilka dni po zabiegu.

## Przebieg zabiegu

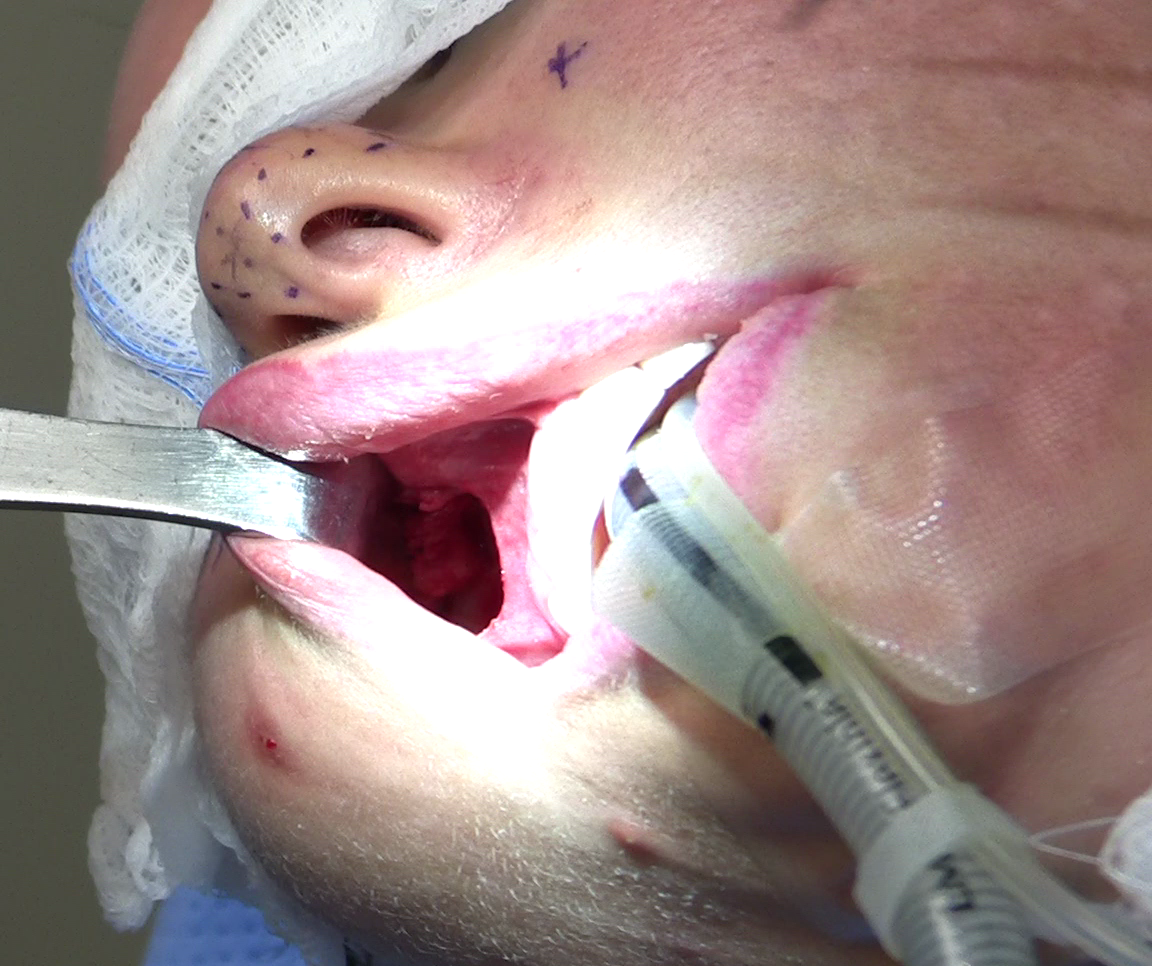
Podciągnięcie powłok twarzy, metodą endoskopową

Rhytidektomia trwa od 1 do 3 godzin. Czas zabiegu uzależniony jest od zastosowanej techniki zabiegi i zakresu, jaki zostaje poddany korekcie. Zabieg wykonywany jest w znieczuleniu ogólnym lub dożylnym. Po podaniu anestezji wykonywane są odpowiednie cięcia. W przypadku liftingu tradycyjnego cięcia przebiegają od skroni w obszarze skóry owłosionej, z przodu ucha, wokół małżowiny usznej, za uchem wzdłuż linii włosów. Jeżeli procedura obejmuje lifting szyi wykonywane są dodatkowe cięcia pod brodą. Po odseparowaniu skóry, jej nadmiar jest usuwany, nadmiar tkanki tłuszczowej odsysany, korygowane jest ułożenie i napięcie mięśni twarzy. Na koniec następuje zaszycie ran.
Oprócz tradycyjnego liftingu twarzy może być przeprowadzany „Mini Face Lifting”. Jest to korekcja jedynie wybranego fragmentu twarzy np. jedynie brody. „Mid Face Lifting” to lifting pośredni między tradycyjnym, a mini liftingiem. Z jego pomocą poprawia się napięcie policzków, redukowane zmarszczki w okolicy nosa i kącików ust. SMAS, czyli Superficial Musculo Aponeurotic System to metoda obejmująca wszystkie techniki związane ze zmianami ukształtowania mięśni i tkanek łącznych.

## Rekonwalescencja
Tuż po zabiegu twarz zabezpieczana jest przy pomocy bandaży. Mają one za zadanie uciśnięcie skóry, co zapobiega powstawanie obrzęków i zasinień. W celu odprowadzenia nadmiaru krwi może zostać zastosowany drenaż. Przez kilka dni od zabiegu w pozycji leżącej głowa powinna spoczywać na podwyższeniu. Zaleca się nie używanie ubrań zakładanych przez głowę, ponieważ pierwsze dni po zabiegu mogą prowadzić do niepotrzebnego podrażnienia ran i skóry twarzy. Po tygodniu od zabiegu ściągane są szwy, od tego czasu można pomału wracać do codziennych zajęć, jednak nadal należy unikać forsowania się. Przez co najmniej dwa tygodnie należy unikać alkoholu. W okresie rekonwalescencji należy unikać ekspozycji blizn na promieniowanie słoneczne.  Krwiaki utrzymujące się po zabiegu nawet do dwóch tygodni mogą zostać ukryte dzięki specjalnemu makijażowi. Wszelkie dolegliwości bólowe łagodzone są przy pomocy doustnych środków farmakologicznych.
Pełny efekt zabiegu widoczny jest po kilku miesiącach i utrzymuje się nawet do 10 lat, przy zachowaniu odpowiedniej pielęgnacji skóry twarzy i szyi oraz utrzymaniu wagi na stałym poziomie.